# Рівняння кабестана

Рівняння кабестана — пов'язує силу утримання і силу навантаження, якщо гнучкий ремінь обмотаний навколо циліндра (лебідки, коловорота, кабестана).
Формула така:
{\displaystyle T_{\text{load}}=T_{\text{hold}}\ e^{\mu \phi }\,}

## Отримання
На кожному малому сегменті, що покриває кут {\displaystyle d\theta ,} розтяг мотузки збільшується від {\displaystyle T} до {\displaystyle T+dT.} Тоді нормальна сила — це диференціал {\displaystyle dN,} бо вона припадає на диференціал довжини. Сила тертя {\displaystyle \mu dN,} і діє супротив сковзанню. Рівновага в напрямку {\displaystyle x} вимагає, щоб сума всіх сил у цьому напрямку була нульовою,
{\displaystyle \sum F_{x}=0,}
{\displaystyle T\cos {\frac {d\theta }{2}}+\mu (dN)-(T+dT)\cos {\frac {d\theta }{2}}=0,}
якщо згадати що косинус кута близького до нуля є одиницею, то формула спрощується до
{\displaystyle \mu dN=dT.}
Аналогічно за {\displaystyle y} напрямком:
{\displaystyle dN-(T+dT)\sin {\frac {d\theta }{2}}+t\sin {\frac {d\theta }{2}}=0,}
що спрощується до
{\displaystyle dN=Td\theta .}
З рівнянь по {\displaystyle x} і {\displaystyle y} напрямках можна отримати:
{\displaystyle {\frac {dT}{T}}=\mu d\theta .}
Інтегруючи від {\displaystyle T_{1}} до {\displaystyle T_{2}} отримуємо:
{\displaystyle \int _{T_{1}}^{T_{2}}{\frac {dT}{T}}=\int _{0}^{\varphi }\mu d\theta ,}
{\displaystyle \ln {\frac {T_{2}}{T_{1}}}=\mu \varphi ,}
{\displaystyle T_{2}=T_{1}e^{\mu \varphi }.}